# Mező László (zeneművész)
Mező László (Szeghalom, 1939. április 27. –) Kossuth-díjas gordonkaművész, a Bartók vonósnégyes tagja.

## Élete
1947-től a békés-tarhosi zeneiskolában tanult csellózni. 1954-től a budapesti Zenekonzervatóriumban, majd 1957-től a Zeneakadémián folytatta tanulmányait, mindhárom helyen Friss Antalnál. 1957-ben alapító tagja volt a Komlós-, a későbbi Bartók vonósnégyesnek, 1960-ig zenélt a kvartettben. 1957-től 1962-ig az Országos Filharmónia szólistája volt, és a világ számos pontján koncertezett. 1961-ben kezdett tanítani a Zeneakadémián, ahol ő maga csak 1962-ben diplomázott. Jelenleg a Gordonka- és a Gordonka módszertan c. stúdiumok oktatója, a vonós és húros hangszerek tanszékének professor emeritusa. 1976-tól ismét a Bartók kvartett csellistája lett, és ugyanettől kezdődően a Budapesti Kamaraegyüttesnek is tagja lett. 1965-ben és 1966-ban  Ford-ösztöndíjjal továbbképzésen vett részt a Juilliard School of Musicban (New York), de tanult Pablo Casalsnál, Puerto Ricóban és Grigorij Pavlovics Pjatyigorszkijnál is, Los Angelesben. Európa számos országában vendégtanár, mesterkurzusokat tart, és zsűritagként is közreműködött.

## Versenyeredményei
- 1957: Párizs, 1. Casals-verseny - 'Diploma' (Mention, az 5. díjnak megfelelően)
- 1961: Prága, Dvořák-verseny, 2. díj
- 1962: Moszkva, Csajkovszkij verseny, 4. díj
- 1963: Budapest, Casals-versenyen, 1. díj

## Vendégtanári állásai, mesterkurzusai
- 1986-1987: Párizs
- 1985-1987: Weimar
- 2000-2003: Nurmes, Finnország
- 2002-2004: Jyväskylä
- 1999-2002: Figeac
- 2003: Monflanquin
- 1999: Brno
- 2003: Hvar
- 2006: Korčula
- 2008: Milna – Brač sziget
- 2013: Tokió

## Neves tanítványai
Bálint Gábor, Bruhács András, Devich Gergely, Dolfin Balázs, Fenyő László, Jakobi László, Kántor Balázs, Kertész György, ifj. Kertész Ottó, Kokas Dóra, Koó Tamás, Onczay Zoltán, Papp László, Pertorini Rezső, Solymosi Mária, Somodari Péter, Szabó Ildikó, Szabó Péter, Török János, Varga Tamás, Várdai István

## Elismerései
- 1961 – a prágai Dvořák-verseny II. díja
- 1963 – a budapesti Casals-verseny I. díja
- 1968 – Liszt Ferenc-díj
- 1981 – Kiváló művész
- 1986 – Bartók–Pásztory-díj
- 1997 – Kossuth-díj
- 2006 – Chevalier du violoncelle (Bloomington, Indiana)
- 2007 – Weiner Leó-díj
- 2008 – A Magyar Köztársasági Érdemrend középkeresztje a csillaggal polgári tagozata
- 2009 – Prima díj